# Anton Frederik Bruun
Anton Frederik Bruun (14. december 1901 i Bøgelund, Jelling Sogn – 13. december 1961 på Københavns Universitet) var en dansk oceanograf og iktyolog.

## Liv og karriere
Anton Bruun var søn af gårdejeren Anton Frederik Bruun og hustru Maren Kirstine Nielsen.
Bruun dimitterede fra Sorø Akademi i 1920. Uddannet fra Københavns Universitet i (magisterkonferens i zoologi 1926, doktordisputats 1935), fra 1938 ansat ved Zoologisk Museum. Deltager på Dana-ekspeditionen (1928-1930), leder af Atlantide-ekspeditionen langs Vestafrikas kyst i 1945-1946 og Galathea-ekspeditionen i 1950-1952.
Anton Bruun var den første præsident for Intergovernmental Oceanographic Commission, under UNESCO. Det amerikansk havforskningsskib R/V Anton Bruun (tidligere den amerikanske præsidents yacht USS Williamsburg) blev opkaldt efter ham, ligesom forskningsstationen "Station Oceanographique Anton Bruun" (1962-1983) i Strib ved Middelfart (i folkemunde bedre kendt som Marsvinestationen).
Anton Bruun er begravet på Mariebjerg Kirkegård (fællesgrav).